# ウラムの螺旋

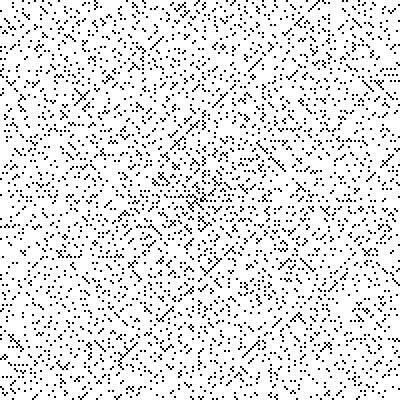
200×200のウラムの螺旋。黒点が素数を示す。素数が高密度に集まった対角線、水平線、垂線がはっきりと見て取れる。

ウラムの螺旋もしくは素数螺旋（ウラムのらせん、そすうらせん、言語によってはウラムの布とも）とは、素数の分布をある簡単なルールに従って2次元平面に並べ、可視化したものである。これにより、いくつかの二次多項式が非常に多くの素数を生成する傾向にあることが容易に示される。これは1963年、数学者のスタニスワフ・ウラムによって発見された。彼によれば学会の「長くて非常に退屈な論文」の発表の際に落書きをしていてこれを発見した。その後間もなくして、ウラムはマイロン・スタインやマーク・ウェルズと協力し、ロスアラモス国立研究所のMANIAC IIを使って65,000までの範囲の螺旋を、当時まだ初期の段階にあったコンピュータグラフィックスを使用して描いた。翌年の3月、マーティン・ガードナーがサイエンティフィック・アメリカンで連載を持っていた数学ゲームに関するコラムでウラムの螺旋について紹介し、そのコラムが掲載された号はウラムの螺旋が表紙を飾った。
サイエンティフィック・アメリカンのコラムについて補足すると、ガードナーは爬虫両棲類学者ローレンス・モンロー・クローバーが1932年、ウラムの発見に先立つこと30年以上前にアメリカ数学会で発表した、素数を多く生成する二次多項式を発見するための素数の2次元配列の研究についても言及している。クローバーの配列はウラムのような螺旋状ではなく、方型というよりは三角形状であった。

## 構造
ウラムは数字の螺旋を中心の1から始めて、渦巻状に、長方形の格子状に書き下した。
そして素数に印をつけ、次の図を得た。
驚くべきことに、素数は45度の斜線に沿って並ぶ傾向があった。上に示された例に比べれば水平線や垂線はやや目立たないが、やはり明確である。
ウラムの螺旋の構成方法から、仮に奇数を黒、偶数を白と塗り分ければチェスボードのような模様になる。素数は2を除き全て奇数であるから、（2以外の）素数が黒マスにのみ存在するのは自明である。驚くべきは、黒マスの中でも素数の分布が濃いラインと薄いラインに明らかな傾向が見られることである。
より範囲を広げてウラムの螺旋を描いてみても、斜線が浮かび上がることが今までのところ確認されている。こうした模様は、最初の真ん中の数字が1でなくても同様に現れるように思われる（実際、1よりはるかに大きくできる）。このことはつまり、関数
{\displaystyle f(n)=4n^{2}+bn+c}
を考え、ここでnを{1, 2, 3, ...}と動くものとし、またb、cを整数とするとき、大多数の場合と比べて多くの素数を生成するような整数の組b、cが多く存在することを示唆している。
この特徴的とも言えるパターンが確認されているにも拘らず、未だにこれだけの手掛かりしか得られていない。
以下の表は基準 1 からみたときの出現する数の特徴である。
| 方向 | 具体的な数（太字は素数）                 | 数の形       | オンライン数列 | 素数列  |
| ---- | ---------------------------------------- | ------------ | -------------- | ------- |
| 右横 | 2, 11, 28, 53, 86, 127, 176, 233, 298,…  | 4n2 −3n + 1  | A054552        | A168022 |
| 右上 | 3, 13, 31, 57, 91, 133, 183, 241, 307,…  | 4n2 −2n + 1  | A054554        | A073337 |
| 上   | 4, 15, 34, 61, 96, 139, 190, 249, 316,…  | 4n2 −n + 1   | A054556        | A168023 |
| 左上 | 5, 17, 37, 65, 101, 145, 197, 257, 325,… | 4n2 + 1      | A053755        | A002496 |
| 左横 | 6, 19, 40, 69, 106, 151, 204, 265, 334,… | 4n2 + n + 1  | A054567        | A168025 |
| 左下 | 7, 21, 43, 73, 111, 157, 211, 273, 343,… | 4n2 + 2n + 1 | A054569        | A168026 |
| 下   | 8, 23, 46, 77, 116, 163, 218, 281, 352,… | 4n2 + 3n + 1 | A033951        | A168027 |
| 右下 | 9, 25, 49, 81, 121, 169, 225, 289, 361,… | (2n + 1)2    | A016754        |         |

## ハーディ・リトルウッドのF予想
ゴッドフレイ・ハロルド・ハーディとジョン・エデンサー・リトルウッドは1923年のゴールドバッハの予想に関する論文の中でいくつかの予想を述べているが（ハーディ・リトルウッド予想と総称される）、その中にはもし真であればウラムの螺旋の特に目立つ特徴について説明を与える可能性があるものが含まれている。ハーディとリトルウッドが“F予想”と呼ぶこの予想は、ベイトマン・ホーン予想の特殊な場合であり、ax2 + bx + cの形をした素数の個数の漸近式について主張するものである。ウラムの螺旋の中央部から生じる、水平線と垂線に対し45°の角度をなす半直線上に乗る数字は4x2 + bx + cで表すことができ、ここにbは偶数である。水平もしくは垂直な半直線の上に乗る数字は先述の公式でbが奇数の場合である。F予想は、こうした半直線上に乗る素数の密度を見積もる公式を与える。これは半直線によって密度が相当ばらつくことを示唆している。とりわけ、密度は判別式b2 − 16cにかなり左右される。

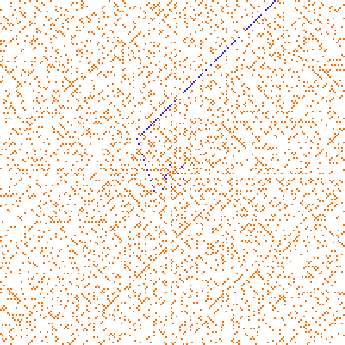
4x^{2} − 2x + 41(x = 0, 1, 2, ...)で与えられる素数を強調した。画像の下半分にある、特に目立つ平行な半直線は、4x^{2} + 2x + 41に相当する。あるいは、元の半直線のxが負の整数の場合とも言える。

F予想はax2 + bx + cのa、b、cがすべて整数であり、aが正の整数の場合を考えるものである。もし係数が1より大きい公約数を持っているか、もしくは判別式Δ = b2 − 4acが平方数であるならば、この多項式は因数分解できるのでxが0, 1, 2, ...の値をとれば合成数を与える（ただし、xの取り方によっては片方の素因数が1である可能性はある。そのようなxは高々2個存在する）。さらに、a + bとcが両方とも偶数であれば、多項式はすべて偶数となり、したがって合成数である（素数2である可能性はある）。ハーディとリトルウッドはこうした場合を除外すれば、ax2 + bx + c(x=0, 1, 2, ...)からは無限の素数が生成されると予想した。これはより古いブニャコフスキー予想の特殊な場合であり、現在まで証明されていない。ハーディとリトルウッドはさらに進んで、ax2 + bx + cから生成される、n以下の素数の個数P(n)は次の公式で近似できると予想した。
{\displaystyle P(n)\sim A{\frac {1}{\sqrt {a}}}{\frac {\sqrt {n}}{\log n}}}
ただし、ここでAはa、b、cに依存するが、nからは独立な値である。素数定理によれば、公式のAを1とすれば、n以下の整数のうち素数が占める密度と、ax2 + bx + cにより生成されるn以下の素数の密度は漸近的に等しいということになる。しかしAの値は1以上も1以下も取りうるので、この予想によればいくつかの多項式はより多く素数を生成し、他はより少ない。非常に多くの素数を生成する多項式として4x2 − 2x + 41があり、これはウラムの螺旋において視覚的に目立つ半直線を形成する（図を参照されたい）。この多項式の場合、定数Aは約6.6であり、予想によればこの多項式から生成されるn以下の整数の集合と、同じ個数だけランダムにn以下の整数を集めた集合を比較した場合、前者のほうが約7倍も素数を含んでいることを示している。この多項式はレオンハルト・オイラーの素数生成多項式x2 − x + 41と密接な関係があり、オイラーの式のxを2xで置き換えるか、xを偶数に限定することで得られる。
ハーディ・リトルウッドの予想では式中のAは以下の式で与えられる。
{\displaystyle A=\varepsilon \prod _{p}\left({\frac {p}{p-1}}\right)\prod _{\varpi }\left(1-{\frac {1}{\varpi -1}}\left({\frac {\Delta }{\varpi }}\right)\right)}
ただし、pはaとbの両方を割り切るような素数であり、{\displaystyle \varpi }はaを割りきらないような奇素数である。εは、a + bが奇数であれば1、a + b が偶数であれば2である。{\displaystyle \left({\frac {\Delta }{\varpi }}\right)}はルジャンドル記号である。現在までに知られている最大のAは約11.3で、ヤコブソンとウィリアムズによって発見された。

## 亜種

### クローバーの三角形

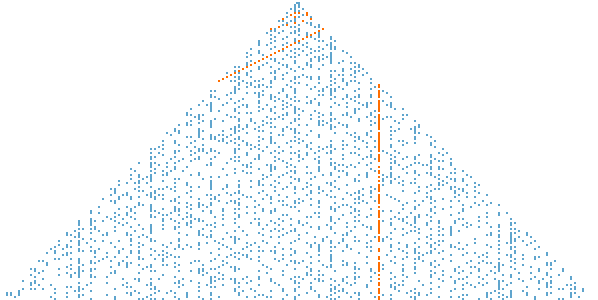
クローバーの三角形。オイラー多項式のx^{2}  −  x  +  41の部分を強調した。

クローバーが1932年の論文で言及したのは三角形状で、n行目が(n  −  1)2 + 1からn2までの数字で構成されている。ウラムの螺旋と同じように、二次多項式によって生成される数は直線をなす。垂線上の数字はk2 − k + Mの形で書くことができる。素数の密度が高い垂線や斜線は図から明らかである。

### 正三角ウラムの螺旋

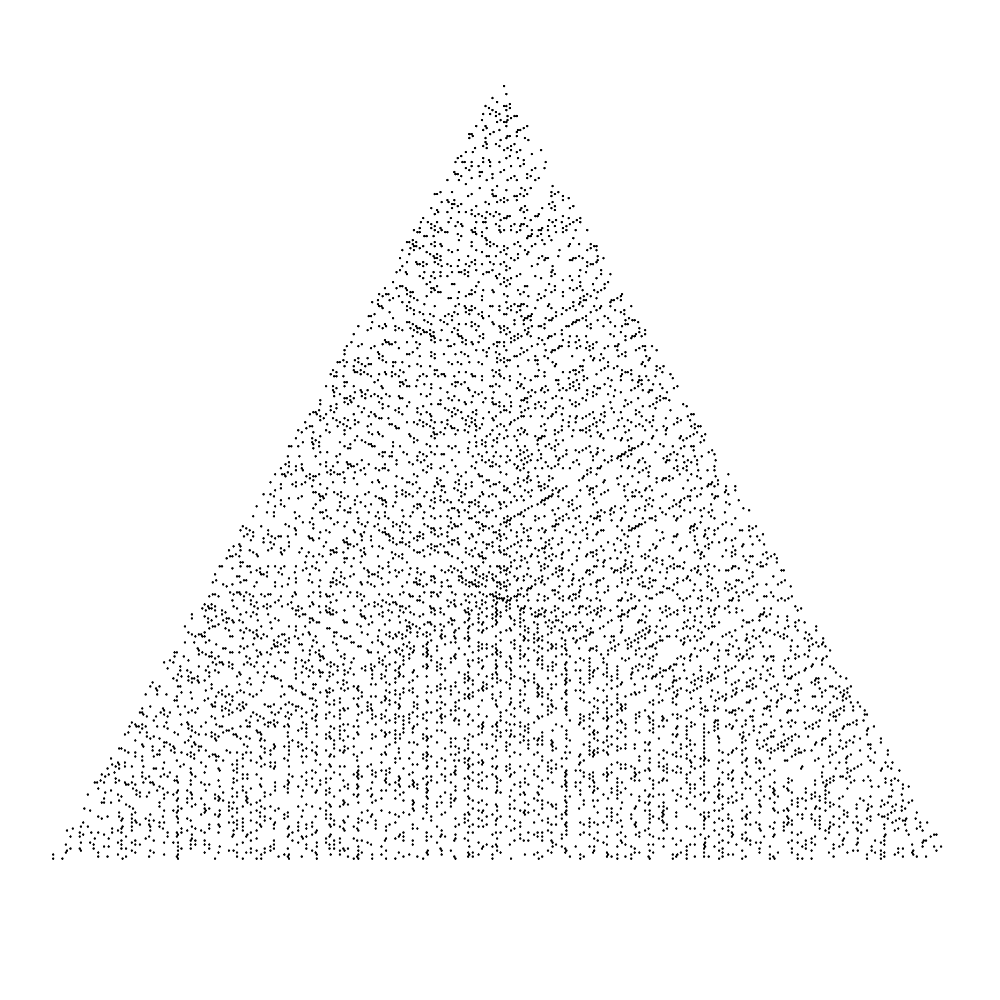
正三角形上に自然数を並べたウラムの螺旋。最初の7503個の素数を示す

正三角形上に自然数を並べたもの。

### 六角ウラムの螺旋

六角形上に自然数を並べたウラムの螺旋。素数は緑、合成数は青で示される。

正六角形上に自然数を並べたもの。

### サックスの螺旋
ロバート・サックスは1994年にウラムの螺旋の亜種を考案した。ウラムの螺旋が四角の螺旋状だったのに対して、サックスの螺旋はアルキメデスの螺旋状に非負の整数を並べ、1周ごとに平方数が来るようにする（ウラムの螺旋では1周につき2つの平方数が含まれる）。オイラーの素数生成多項式x2 − x + 41はxの値が0, 1, 2, ...と動くとき、1本のカーブとして現れる。曲線は図の左半分側にて、漸近的に水平線に近づいていく（ウラムの螺旋では、オイラーの素数生成多項式による数字は2本の斜線を形作る。上半分はxが偶数の場合、下半分はxが奇数の場合に相当する）。

サックスの螺旋

{\displaystyle {\begin{cases}x={\sqrt {n}}\cos(2\pi {\sqrt {n}})\\y={\sqrt {n}}\sin(2\pi {\sqrt {n}})\end{cases}}}
もしくは、極座標表示で
{\displaystyle {\begin{cases}r={\sqrt {n}}\\\theta =2\pi {\sqrt {n}}\end{cases}}}
と表される。

### 約数の数を表すウラムの螺旋

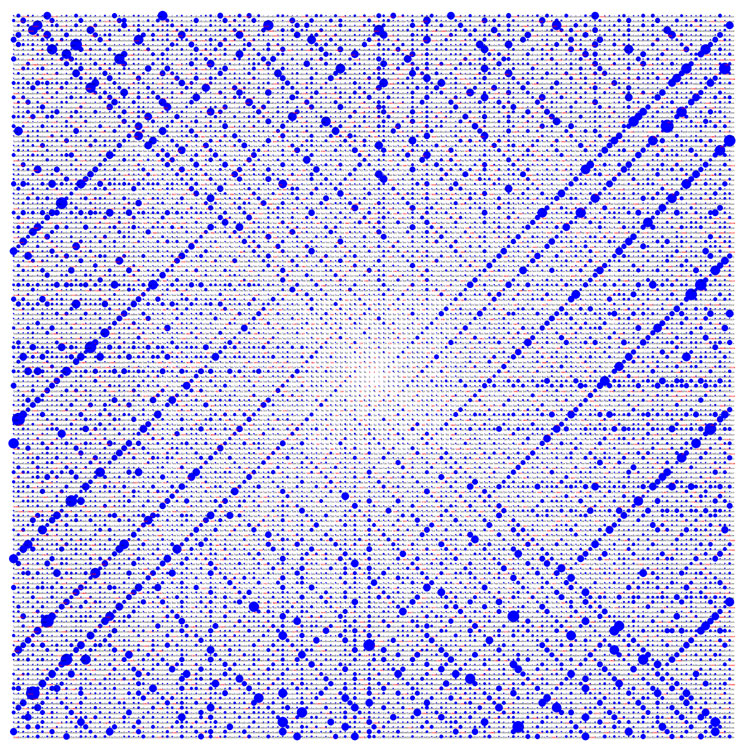
150×150のウラムの螺旋。素数と合成数の両方を示した。

ウラムの螺旋に合成数を加えるとさらなる構造が見えてくる。1は自分自身しか約数を持たない。全ての素数は自分自身と1しか約数を持たない。合成数は少なくとも3つの約数を持つ。点の大きさを対応する数字の約数の数で表現し、素数を赤、合成数を青とすると、このような図が現れる。
上記の六角ウラムの螺旋も、影の濃さで約数の数が表現されている。